# Naturschutzgebiet Östernwiesen
Das Naturschutzgebiet Östernwiesen mit einer Größe von 22,28 ha liegt südlich von Oberschledorn im Stadtgebiet von Medebach. Es wurde 2003 mit dem Landschaftsplan Medebach durch den Hochsauerlandkreis als Naturschutzgebiet (NSG) ausgewiesen. Das NSG ist Teil des Europäischen Vogelschutzgebiets Medebacher Bucht. Im Osten geht es bis zur Landesgrenze nach Hessen.

## Gebietsbeschreibung
Im NSG handelt es sich um ein Grünlandtal. Im NSG brüten Heckenbrüter wie Neuntöter.

## Pflanzenarten im NSG
Im NSG kommen gefährdete Pflanzenarten vor. Auswahl vom Landesamt für Natur, Umwelt und Verbraucherschutz Nordrhein-Westfalen dokumentierter Pflanzenarten im Gebiet: Bachbunge, Brennender Hahnenfuß, Echtes Mädesüß, Fieberklee, Kohldistel, Kriechender Hahnenfuß, Schlangen-Knöterich, Spitz-Wegerich, Spitzblütige Binse, Stumpfblättriger Ampfer, Sumpf-Dotterblume, Sumpf-Vergissmeinnicht, Teich-Schachtelhalm, Wald-Engelwurz.

## Schutzzweck
Das NSG soll das Grünland mit seinem Arteninventar schützen. Wie bei allen Naturschutzgebieten in Deutschland wurde in der Schutzausweisung darauf hingewiesen, dass das Gebiet „wegen der Seltenheit, besonderen Eigenart und Schönheit des Gebietes“ zum Naturschutzgebiet erklärt wurde.